# 北大東島
北大東島（きただいとうじま）は、大東諸島に属する島で、沖縄県北大東村の村域。沖縄本島から東へ約360 km（キロメートル）に位置する。北大東島の真黒岬は沖縄県最東端である。人口は約650人。

## 地理
南大東島の北方12 kmにある。面積は11.93 km2（平方キロメートル）、周囲は18.3 km、標高は最高点で74 m（メートル）。
海岸線は断崖絶壁になっている。南大東島と同じくサンゴ礁が隆起して形成された隆起環礁の島で、現地では外部の環状地を「幕」、高台部分を「幕上」、中央の低地部分を「幕下」と呼んでいる。
1936年に北大東島中央部でボーリング調査が行われ地下431 mまで掘り下げられたが、ボーリング・コアの結果、深さ431 mまで全て石灰岩であることが確認されている。

### 気候
先島諸島の大部分と同じく熱帯雨林気候（Af）に属している。
| 北大東（2003年 - 2020年）の気候    | 北大東（2003年 - 2020年）の気候 | 北大東（2003年 - 2020年）の気候 | 北大東（2003年 - 2020年）の気候 | 北大東（2003年 - 2020年）の気候 | 北大東（2003年 - 2020年）の気候 | 北大東（2003年 - 2020年）の気候 | 北大東（2003年 - 2020年）の気候 | 北大東（2003年 - 2020年）の気候 | 北大東（2003年 - 2020年）の気候 | 北大東（2003年 - 2020年）の気候 | 北大東（2003年 - 2020年）の気候 | 北大東（2003年 - 2020年）の気候 | 北大東（2003年 - 2020年）の気候 |
| 月                                 | 1月                             | 2月                             | 3月                             | 4月                             | 5月                             | 6月                             | 7月                             | 8月                             | 9月                             | 10月                            | 11月                            | 12月                            | 年                              |
| ---------------------------------- | ------------------------------- | ------------------------------- | ------------------------------- | ------------------------------- | ------------------------------- | ------------------------------- | ------------------------------- | ------------------------------- | ------------------------------- | ------------------------------- | ------------------------------- | ------------------------------- | ------------------------------- |
| 最高気温記録 °C （°F）             | 26.4 (79.5)                     | 27.0 (80.6)                     | 27.8 (82)                       | 30.0 (86)                       | 32.4 (90.3)                     | 33.2 (91.8)                     | 35.1 (95.2)                     | 35.1 (95.2)                     | 34.9 (94.8)                     | 33.0 (91.4)                     | 31.6 (88.9)                     | 28.3 (82.9)                     | 35.1 (95.2)                     |
| 平均最高気温 °C （°F）             | 20.9 (69.6)                     | 21.2 (70.2)                     | 22.3 (72.1)                     | 24.3 (75.7)                     | 26.9 (80.4)                     | 29.7 (85.5)                     | 31.8 (89.2)                     | 31.9 (89.4)                     | 31.2 (88.2)                     | 29.1 (84.4)                     | 26.1 (79)                       | 22.5 (72.5)                     | 26.5 (79.7)                     |
| 日平均気温 °C （°F）               | 18.5 (65.3)                     | 18.8 (65.8)                     | 19.6 (67.3)                     | 21.6 (70.9)                     | 24.4 (75.9)                     | 27.1 (80.8)                     | 29.1 (84.4)                     | 29.2 (84.6)                     | 28.5 (83.3)                     | 26.5 (79.7)                     | 23.7 (74.7)                     | 20.3 (68.5)                     | 24.0 (75.2)                     |
| 平均最低気温 °C （°F）             | 16.2 (61.2)                     | 16.5 (61.7)                     | 17.5 (63.5)                     | 19.5 (67.1)                     | 22.3 (72.1)                     | 25.2 (77.4)                     | 26.9 (80.4)                     | 27.0 (80.6)                     | 26.3 (79.3)                     | 24.5 (76.1)                     | 21.8 (71.2)                     | 18.2 (64.8)                     | 21.8 (71.2)                     |
| 最低気温記録 °C （°F）             | 8.6 (47.5)                      | 8.2 (46.8)                      | 9.7 (49.5)                      | 12.0 (53.6)                     | 15.9 (60.6)                     | 20.0 (68)                       | 22.5 (72.5)                     | 22.5 (72.5)                     | 20.8 (69.4)                     | 18.2 (64.8)                     | 14.8 (58.6)                     | 10.8 (51.4)                     | 8.2 (46.8)                      |
| 降水量 mm （inch）                 | 67.1 (2.642)                    | 65.7 (2.587)                    | 70.5 (2.776)                    | 112.6 (4.433)                   | 210.5 (8.287)                   | 206.4 (8.126)                   | 79.4 (3.126)                    | 126.1 (4.965)                   | 145.1 (5.713)                   | 175.8 (6.921)                   | 104.7 (4.122)                   | 105.1 (4.138)                   | 1,469 (57.835)                  |
| 平均降水日数 （≥1.0 mm）           | 8.5                             | 7.2                             | 6.6                             | 7.7                             | 10.8                            | 10.1                            | 6.7                             | 10.2                            | 10.1                            | 10.4                            | 8.2                             | 9.2                             | 105.5                           |
| 出典1：Japan Meteorological Agency |                                 |                                 |                                 |                                 |                                 |                                 |                                 |                                 |                                 |                                 |                                 |                                 |                                 |
| 出典2：気象庁                      |                                 |                                 |                                 |                                 |                                 |                                 |                                 |                                 |                                 |                                 |                                 |                                 |                                 |

## 独自の生態系
他では見ることができない固有種などが多く分布・生息しているが、環境省のレッドリストに登録されているものもいくつかある。
島の外周部で防風林を形成している森林は長幕（ナガマク）と呼ばれ、「長幕崖壁および崖錐の特殊植物群落」として国の天然記念物にもなっている。植生は、風衝地にはダイトウワダン-ガジュマル群集などが、脚部には自然林であるビロウ-ダイトウセイシボク群集である、これらの林には、南北大東島の固有変種であるダイトウワダン（絶滅危惧IA類）やダイトウセイシボク（絶滅危惧II類）、他に母島（小笠原諸島）および海南島（中華人民共和国）にしか分布しないヒメタニワタリ（絶滅危惧IA類）がある。
また、長幕以外の場所にはナガバアサガオ（絶滅危惧IA類）が分布するが、隣の南大東島には類似した環境があるにもかかわらず分布せず、北大東島の固有種とされる。
一方で、南大東島では幕防風林にて比較的よく見られるダイトウビロウは、北大東島では決して多いとはいえず、島の中央部にて比較的まとまって生えている場所は、村指定の天然記念物となっている。この天然記念物の林と長幕を除けば、北大東島でみられる林は、他の低平な島々でよく見られるギンネム（外来種）やシマグワを主とした林相である。
動物では、ダイトウヒメハルゼミが環境省レッドリスト（絶滅危惧II類）や沖縄県レッドデータブック（絶滅危惧I類）に記載されている。南北大東島とも危機的状況にあるが、とりわけ北大東島産の状況は「風前の灯火」といわれる。この原因として、農薬散布により生息地が局限されたうえに、主生息地における開発行為（道路建設など）が甚だしくなされたことが挙げられている。

ギャラリー
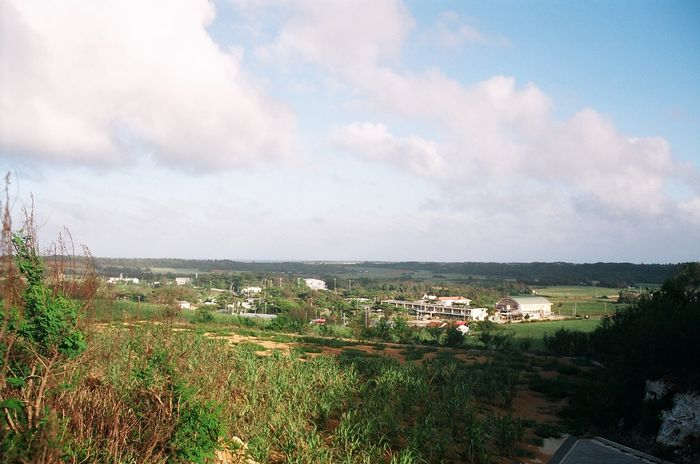
島の奥にある村
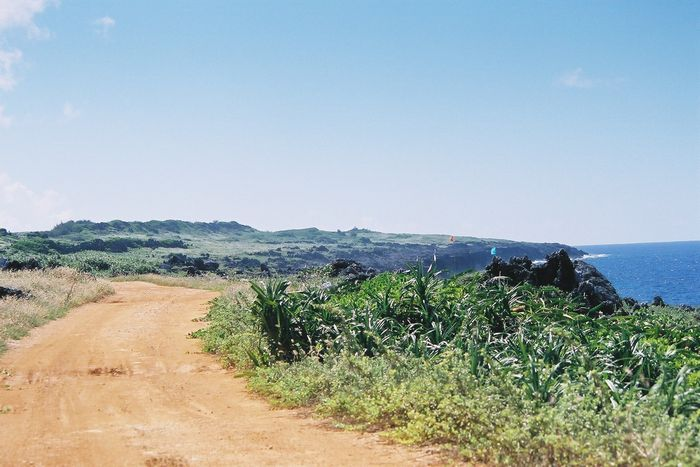
未舗装の道路（2003年撮影、1990年代以降は道路整備が進んだ）

## 歴史
太平洋戦争前は南大東島と同様、玉置商会～東洋製糖～大日本製糖（現在の大日本明治製糖の前身）が島全体を所有する「社有島」であった。
ただし北大東島では製糖業も営んではいたもののリン鉱業が主であり、農業を目的とした移住の他に日本本土や沖縄県の他島、日本領だった台湾などから多数の鉱山労働者が出稼ぎに来ていたが、農業移住者とは異なり閉山後は島を離れた。当時の彼らの生活は、公衆浴場跡などにわずかな痕跡を留めるのみである。
太平洋戦争末期の沖縄戦で日本が敗れた後、アメリカ合衆国による沖縄統治が始まった。リン鉱採掘は戦後も米軍管理下で細々と行なわれたが、米国式の機械掘りとなった事から採掘量は増大したが品質の低下を招き（戦前は富鉱部のみを選んで手掘りしていた）、採掘可能な鉱床も尽きた事から1950年代に終了した。
- 1900年 - 玉置半右衛門を中心とした八丈島からの開拓団が大東諸島に入植し、1903年から北大東島の開拓に着手[16]し、甘蔗（かんしょ）8株を植え付けた[17]。北大東島の農業が開始された。
- 1946年 - 米国による軍政の開始により製糖会社の支配から脱する。村制が施行され、北大東村となる。
- 1972年 - 沖縄返還により日本に復帰。

## 交通
大東海運が運航する貨客船「だいとう」が沖縄本島や南大東島と結んでいるほか、北大東空港がある。

## 自衛隊誘致構想
大東諸島は南西諸島との他島や日本本土、小笠原諸島のいずれからも遠く離れ、西太平洋フィリピン海の要衝にある。中国人民解放軍が近海での活動を増やしており、北大東村議会は2021年12月9日、自衛隊誘致の意見書を全会一致で可決。これを受けて防衛省は移動式レーダーの配備を検討している。2022年3月15日に村役場を訪れた防衛省職員は「東シナ海方面から太平洋へ進出してくる航空機」に対して「隙のない情報収集や警戒監視体制を保持したい」と説明した。

## 方言
- 大東諸島方言 - 八丈方言の系統に属す。

## 行政
全島が沖縄県島尻郡北大東村に属する。なお、同村には北大東島から約160 km南方の無人島である沖大東島（ラサ島）も属しており「一島一村」ではない点が隣接する南大東村との相違点である。

## ギャラリー

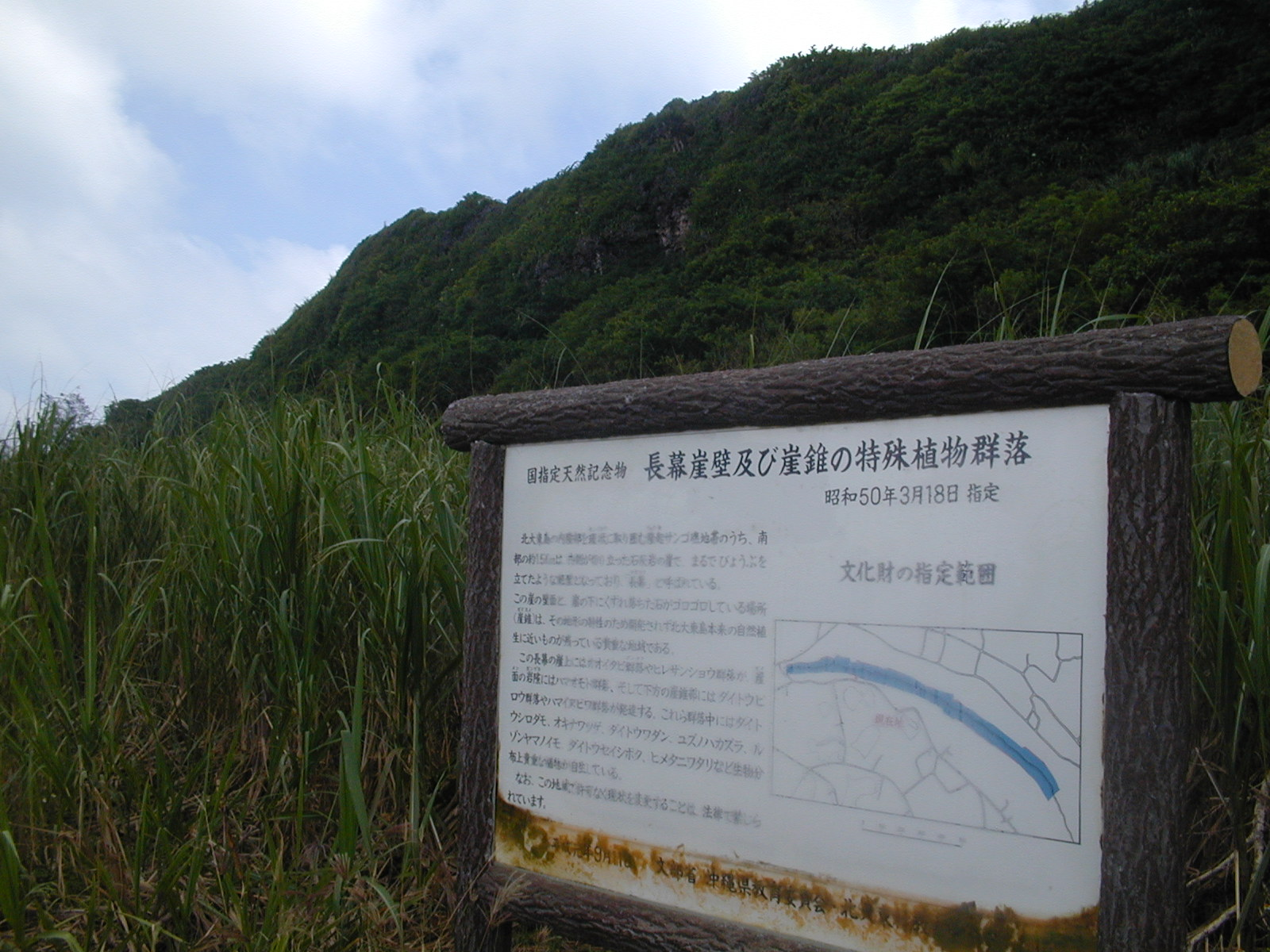
長幕崖壁および崖錐の特殊植物群落（天然記念物）
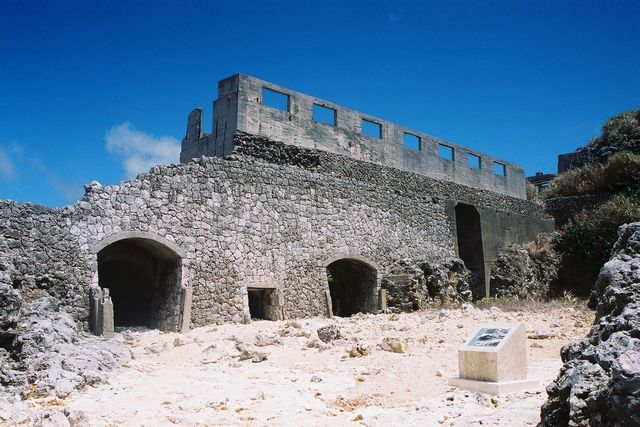
リン鉱石貯蔵庫跡（2003年9月撮影）
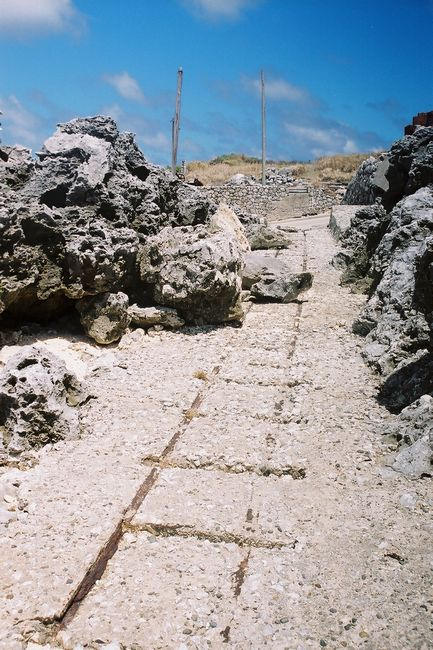
リン鉱石貯蔵庫内の貨物軌道跡（2003年9月撮影）